# Dziadek do orzechów (film 1973)
Dziadek do orzechów (ros. Щелкунчик, Szczełkunczik) – radziecki film animowany z 1973 roku w reżyserii Borisa Stiepancewa powstały na podstawie baśni E.T.A. Hoffmanna i baletu Piotra Czajkowskiego o tej samej nazwie.

## Animatorzy
Jurij Butyrin, Iosif Kurojan, Olga Orłowa, Igor Podgorski, Marina Rogowa, Anatolij Abarienow, Nikołaj Fiodorow, Oleg Komarow, Jurij Kuziurin, Wiktor Lichaczew, Marina Woskanjanc, Lew Riabinin, Jelena Małaszenkowa

## Nagrody
- 1974 – dyplom za oryginalne rozwiązania artystyczne na VII Wszechzwiązkowym Festiwalu Filmowym w Baku
- 1974 – Pierwsza nagroda „Pelaja del Oro” na Międzynarodowym Festiwalu Filmów Dziecięcych i Młodzieżowych w Gijón (Hiszpania)

## Wersja polska
Wersja wydana na DVD w serii: Michaił Barysznikow – bajki z mojego dzieciństwa: Dziadek do orzechów (odcinek 11)
- W wersji polskiej udział wzięli: Hanna Kinder-Kiss i Adam Wnuczko
- Tłumaczenie: Maciej Rosłoń